# 울트라마린 (색)

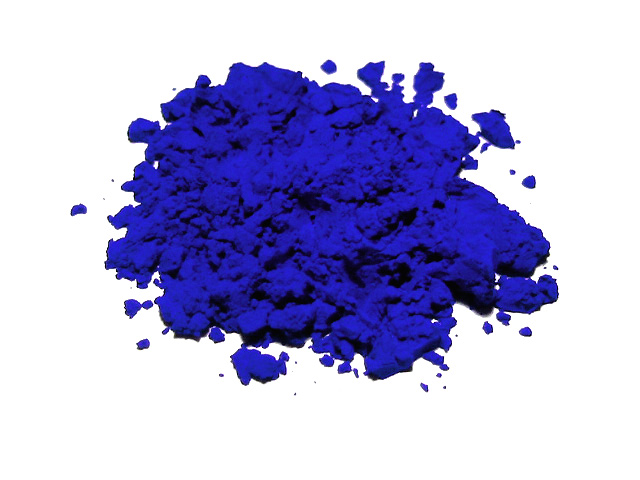

군청색 또는 울트라마린(ultramarine)은 짙은 남색이다. 청금석의 분말로 분쇄하여 만들어진 파란색 색소이다.

## 미술
미술사에서 '울트라마린'(Ultramarine)은 거장들의 명화에서 후세에까지 그 빛을 잘 감상할 수 있게 해준다고 알려져있다.
|                                                                |
| 오귀스트 르누아르(Pierre-Auguste Renoir)의 우산(The Umbrellas) |

## 같이 보기
- 코발트 블루
- 스틸블루
- 고려청자

## 참조
1. ↑  https://www.colorhexa.com/120a8f